# Arcidiocesi di Ribeirão Preto

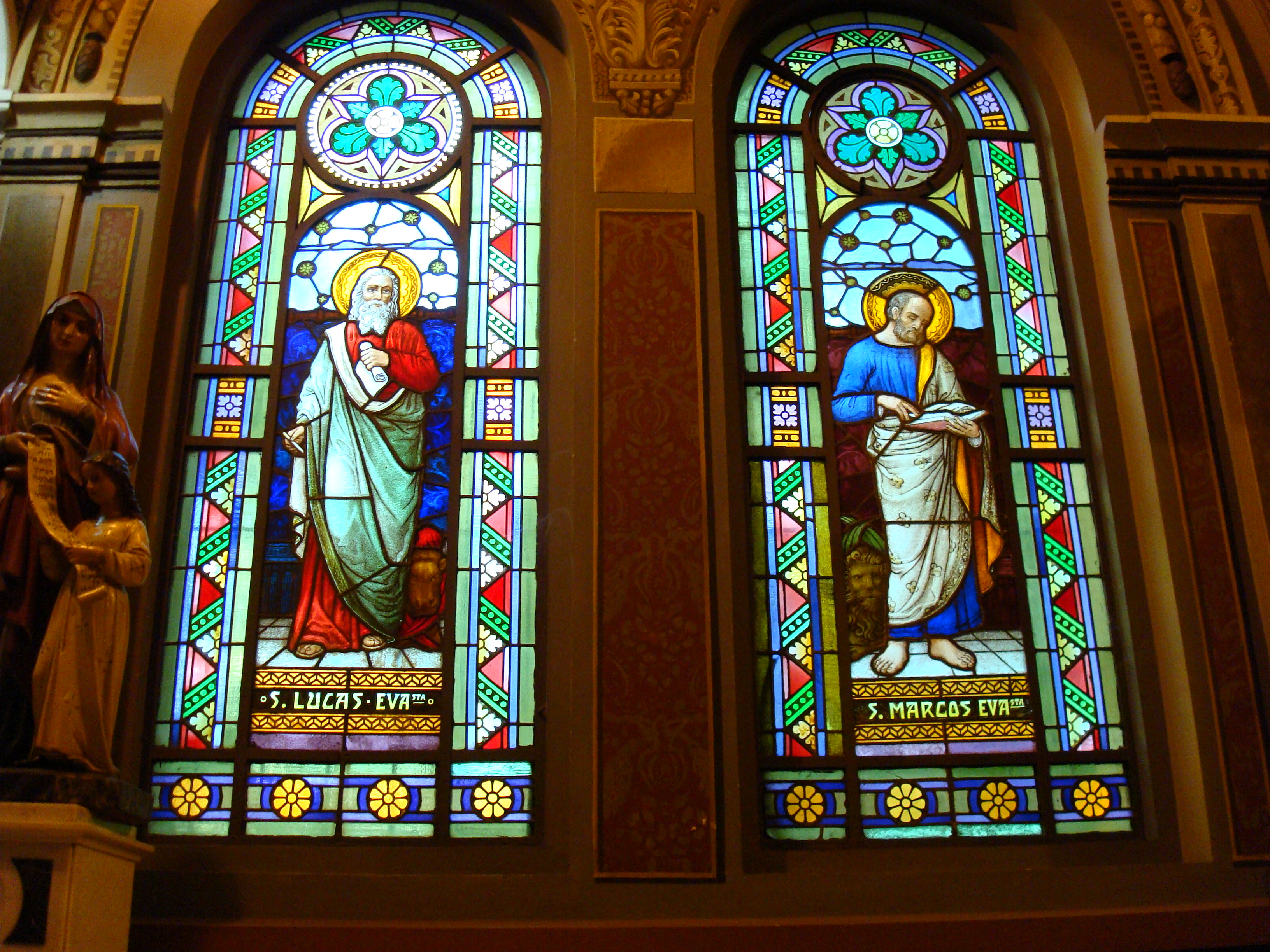
Vetrate della cattedrale di Ribeirão Preto, raffiguranti gli evangelisti Luca e Marco.

L'arcidiocesi di Ribeirão Preto (in latino Archidioecesis Rivi Nigri) è una sede metropolitana della Chiesa cattolica in Brasile. Nel 2023 contava 901.000 battezzati su 1.293.000 abitanti. È retta dall'arcivescovo Moacir Silva.

## Territorio
L'arcidiocesi comprende 20 comuni nella parte nord-orientale dello stato brasiliano di San Paolo: Ribeirão Preto, Altinópolis, Batatais, Brodowski, Cajuru, Cássia dos Coqueiros, Cravinhos, Dumont, Guatapará, Jardinópolis, Luís Antônio, Pontal, Santa Cruz da Esperança, Santa Rita do Passa Quatro, Santa Rosa de Viterbo, Santo Antônio da Alegria, São Simão, Serra Azul, Serrana e Sertãozinho.
Sede arcivescovile è la città di Ribeirão Preto, dove si trovano la cattedrale di San Sebastiano e la basilica minore di Sant'Antonio di Padova.
Il territorio si estende su una superficie di 8.783 km² ed è suddiviso in 85 parrocchie, raggruppate in 10 foranie: Bom Jesus da Cana Verde, Bom Jesus da Lapa, Cristo Operário, Nossa Senhora Aparecida, Santa Maria Goretti, Santo Antônio, Santo Antônio Maria Claret, São Bento, São José, São Sebastião.

### Provincia ecclesiastica
La provincia ecclesiastica di Ribeirão Preto, istituita nel 1958, comprende le seguenti suffraganee:
- diocesi di Franca,
- diocesi di Jaboticabal,
- diocesi di São João da Boa Vista.

## Storia
La diocesi di Ribeirão Preto fu eretta il 7 giugno 1908 con la bolla Dioecesium nimiam amplitudinem di papa Pio X, ricavandone il territorio dalla diocesi di San Paolo, che fu contestualmente elevata al rango di arcidiocesi metropolitana. Originariamente la diocesi di Ribeirão Preto era suffraganea della stessa arcidiocesi di San Paolo.
Il 19 aprile 1958 la diocesi è stata elevata al rango di arcidiocesi metropolitana con la bolla Sacrorum Antistitum di papa Pio XII.
Il 16 gennaio 1960, il 20 febbraio 1971 e il 14 aprile 1973 ha ceduto porzioni del suo territorio a vantaggio dell'erezione rispettivamente delle diocesi di São João da Boa Vista, di Franca e di Barretos.

## Cronotassi dei vescovi
Si omettono i periodi di sede vacante non superiori ai 2 anni o non storicamente accertati.
- Alberto José Gonçalves † (5 dicembre 1908 - 6 marzo 1945 deceduto)
- Manoel da Silveira d'Elboux † (22 febbraio 1946 - 19 agosto 1950 nominato arcivescovo di Curitiba)
- Luis do Amaral Mousinho † (18 marzo 1952 - 24 aprile 1962 deceduto)
- Agnelo Rossi † (6 settembre 1962 - 1º novembre 1964 nominato arcivescovo di San Paolo)
- Felix César da Cunha Vasconcellos, O.F.M. † (25 marzo 1965 - 12 luglio 1972 deceduto)
- Bernardo José Bueno Miele † (12 luglio 1972 succeduto - 22 dicembre 1981 deceduto)
- Romeu Alberti † (3 giugno 1982 - 6 agosto 1988 deceduto)
- Arnaldo Ribeiro † (28 dicembre 1988 - 5 aprile 2006 ritirato)
- Joviano de Lima Júnior, S.S.S. † (5 aprile 2006 - 21 giugno 2012 deceduto)
- Moacir Silva, dal 24 aprile 2013

## Statistiche
L'arcidiocesi nel 2023 su una popolazione di 1.293.000 persone contava 901.000 battezzati, corrispondenti al 69,7% del totale.
| anno | popolazione | popolazione | popolazione | presbiteri | presbiteri | presbiteri | presbiteri                | diaconi | religiosi | religiosi | parrocchie |
| anno | battezzati  | totale      | %           | numero     | secolari   | regolari   | battezzati per presbitero | diaconi | uomini    | donne     | parrocchie |
| ---- | ----------- | ----------- | ----------- | ---------- | ---------- | ---------- | ------------------------- | ------- | --------- | --------- | ---------- |
| 1950 | 819.700     | 1.007.123   | 81,4        | 103        | 20         | 83         | 7.958                     |         | 141       | 364       | 55         |
| 1965 | 720.000     | 800.000     | 90,0        | 123        | 50         | 73         | 5.853                     |         | 75        | 392       | 46         |
| 1968 | 800.000     | 1.008.400   | 79,3        | 115        | 43         | 72         | 6.956                     |         | 101       | 402       | 57         |
| 1976 | 383.357     | 476.182     | 80,5        | 62         | 29         | 33         | 6.183                     |         | 47        | 175       | 38         |
| 1980 | 446.000     | 535.600     | 83,3        | 59         | 28         | 31         | 7.559                     | 8       | 42        | 158       | 40         |
| 1990 | 860.000     | 955.000     | 90,1        | 70         | 36         | 34         | 12.285                    | 28      | 90        | 152       | 54         |
| 1999 | 984.000     | 1.093.000   | 90,0        | 80         | 49         | 31         | 12.300                    | 17      | 90        | 107       | 56         |
| 2000 | 754.000     | 838.193     | 90,0        | 88         | 50         | 38         | 8.568                     | 15      | 54        | 116       | 52         |
| 2001 | 834.000     | 927.625     | 89,9        | 96         | 58         | 38         | 8.687                     | 15      | 38        | 116       | 64         |
| 2002 | 791.000     | 879.371     | 90,0        | 100        | 64         | 36         | 7.910                     | 16      | 95        | 123       | 66         |
| 2003 | 703.497     | 879.371     | 80,0        | 103        | 67         | 36         | 6.830                     | 16      | 84        | 123       | 70         |
| 2004 | 742.100     | 927.625     | 80,0        | 112        | 76         | 36         | 6.625                     | 15      | 92        | 123       | 71         |
| 2010 | 752.000     | 1.073.000   | 70,1        | 143        | 107        | 36         | 5.258                     | 13      | 131       | 93        | 82         |
| 2014 | 799.700     | 1.140.000   | 70,1        | 152        | 116        | 36         | 5.261                     | 14      | 131       | 96        | 89         |
| 2017 | 820.120     | 1.169.000   | 70,2        | 151        | 111        | 40         | 5.431                     | 45      | 135       | 96        | 92         |
| 2020 | 883.253     | 1.261.789   | 70,0        | 140        | 113        | 27         | 6.308                     | 70      | 47        | 87        | 85         |
| 2022 | 896.000     | 1.285.000   | 69,7        | 142        | 118        | 24         | 6.309                     | 70      | 46        | 87        | 85         |
| 2023 | 901.000     | 1.293.000   | 69,7        | 142        | 118        | 24         | 6.345                     | 70      | 46        | 87        | 85         |